# Daniel Ullman
Pour les articles homonymes, voir Ullman.
Daniel Ullman, né le 28 avril 1810 à Wilmington dans le Delaware, et décédé le 20 septembre 1892 à Nyack dans l'état de New York, est un major-général américain. Il est le fils de John James et de Jeanne F. Le Franc, tous deux descendants de famille française. Il est inhumé au Oak Hill Cemetery de Nyack. Il est l'époux de Amelia Goodin.

## Carrière
Daniel Ullman sort diplômé de Yale en 1829 et commence, en 1830, une carrière d'avocat au barreau de New York. Il est membre de la Court of Chancery de 1839 à 1844. En 1851, il est le candidat malheureux du Parti Whig au poste de Procureur Général. En 1854, il se présente pour le poste de Gouverneur de l'état de New York avec l'étiquette American Party mais il est défait. En 1861, il reçoit de titre de docteur en droit délivré par l'université de Madison dans le Wisconsin.

### Guerre civile
colonel dans le 78th New York Infantry, il participe, avec l'Armée de Virginie, aux opérations de la vallée de Shenandoah. Lors de la bataille de Cedar Mountain en août 1862, il est fait prisonnier et est détenu à « Libby Prison » à Richmond en Virginie d'où il est libéré en octobre de la même année. À son retour, il demande à rencontrer le président Abraham Lincoln et tente de le convaincre d'intégrer des troupes de soldats noirs dans l'armée régulière composées d'hommes libres ou libérés de l'esclavage. Lincoln lui demande de se rapprocher du Secrétaire de la Guerre Edwin Stanton.
Le 13 janvier 1863, il est nommé brigadier général et, après une nouvelle rencontre avec Stanton, et à la suite de la promulgation, le 1er janvier, de l'« Emancipation Proclamation », le Secrétaire de la Guerre l'autorise à créer une brigade de 5 régiments de soldats noirs en Louisiane et de rechercher des officiers blancs pour encadrer ces nouvelles recrues. Le 29 mars 1863, le président Lincoln informe directement le général Nathaniel Prentice Banks de la création d'une brigade de troupes colorées sous le commandement du général Ullman et lui demande clairement d'aider ce dernier dans son entreprise. Ces unités sont désignées comme le « Corps d'Afrique » et, plus communément surnommée « Brigade Ullman ». Son quartier-général est installé à Bâton-Rouge.
Cependant, dans une lettre datée du 19 mai 1863, adressée au général Lorenzo Thomas, Ullman se plaint du manque de respect des commandants pour ses soldats noirs et demande que ces derniers soient utilisés à autre chose que des bêtes de somme. La reconnaissance de ces troupes intervient lors du Siège de Port Hudson où leur bravoure sur le terrain est reconnue. Le Corps d'Afrique est alors baptisée « United States Colored Troops » et, toujours sous le commandement de Ullman, il se distingue sur différents champs de bataille et, notamment, lors du Siège de Mobile au printemps 1865. Il est démobilisé le 24 août 1865 et promu major-général en novembre de la même année.

### Après la guerre
Après la guerre, il reprend son métier d'avocat et se bat pour l'égalité dans l'éducation et la mise en place d'un suffrage universel, pièces essentielles, selon lui, de la reconstruction du Sud. En avril 1890, il perd sa femme, victime d'une péritonite, alors qu'il se trouve en voyage sur le lac de Lucerne, en Suisse. Il décède le 20 septembre 1892 à Nyack où il s'est retiré.